# Rudolf Stumberger

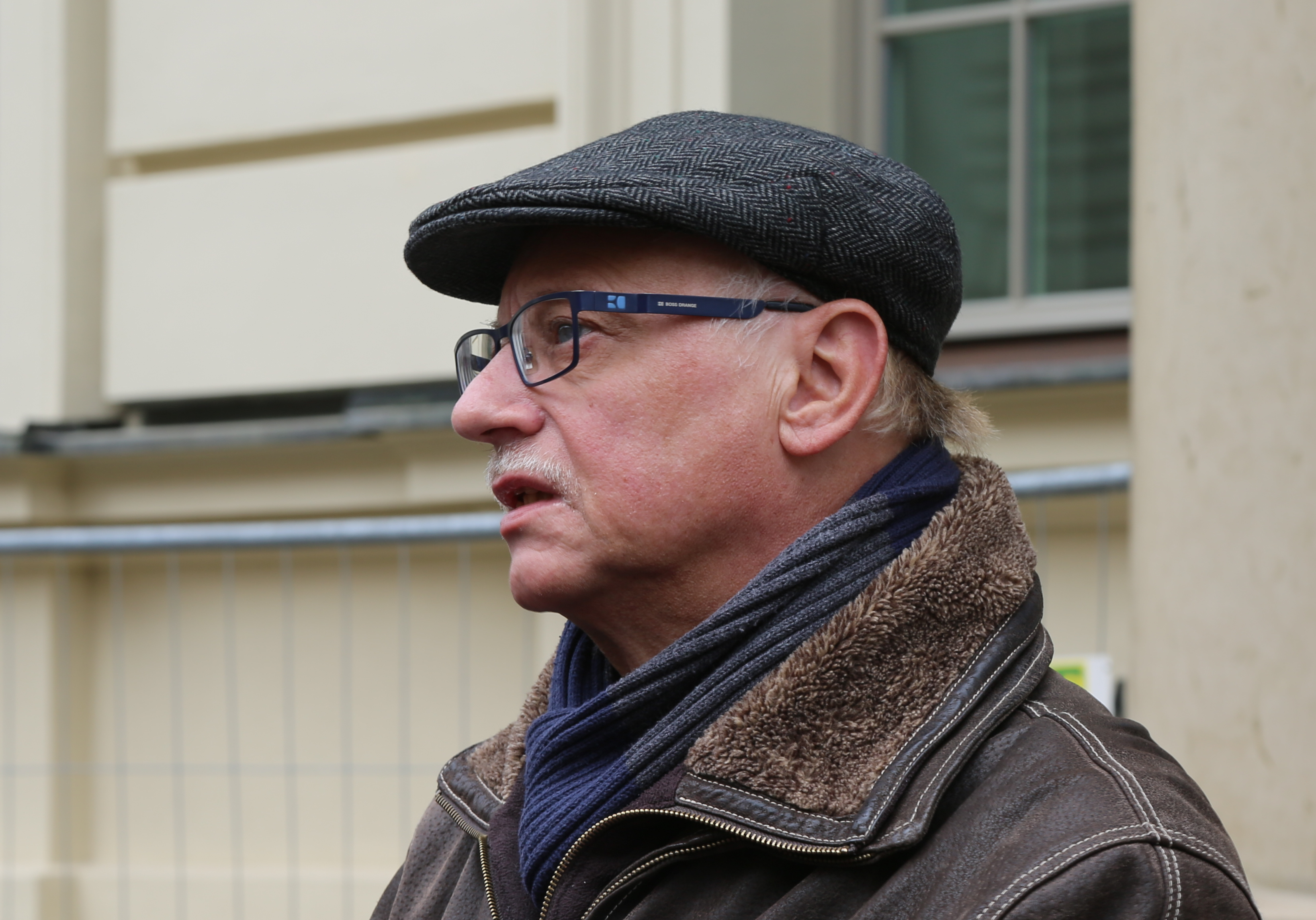
Rudolf Stumberger, 2019

Rudolf Stumberger (geb. 1956 in München) ist ein deutscher Gesellschaftswissenschaftler, Journalist und Autor.

## Leben
Rudolf Stumberger studierte Soziologie, Publizistik und Volkswirtschaft in München und Frankfurt. Er wurde an der Johann Wolfgang Goethe-Universität Frankfurt am Main in Soziologie promoviert und habilitiert. Stumberger lehrt dort als Privatdozent. Er ist als Autor einiger Publikationen zu sozial- und medienwissenschaftlichen Themen und für internationale Zeitungen und Magazine mit den Schwerpunkten Politik, Wirtschaft und Soziales journalistisch tätig.

## Schriften (Auswahl)
- Utopie konkret - und was daraus geworden ist. Alibri Verlag, Aschaffenburg 2019, ISBN 978-3-86569-306-8.
- Das Raubtier und der rote Matrose. Fake News, Orte und Ideologien der Revolution und Räterepublik in München 1918/19. Alibri Verlag, Aschaffenburg 2018, ISBN 978-3-86569-289-4.
- München ohne Lederhosen (kritisch-alternativer Stadtführer, November 1918 bis in die 1960er Jahre). Alibri Verlag, Aschaffenburg 2016, ISBN 978-3-86569-198-9.
- Flüchtlinge verstehen. Wer sie sind, was sie von uns unterscheidet und was das für uns bedeutet. München 2016, ISBN 978-3-86883-997-5.
- Das kommunistische Amerika. Mandelbaum, Wien 2015, ISBN 978-3-85476-647-6.
- Hartz IV. Linde, Wien 2005 ISBN 978-3-7093-0065-7.
- Habilitation: Klassen-Bilder. Sozialdokumentarische Fotografie, 2 Bände. UVK-Verlags-Gesellschaft, Konstanz 2005/2010.
- Das Projekt Utopia. VSA-Verlag, Hamburg 2004, ISBN 978-3-89965-096-9.
- Dissertation: Fernsehen und sozialstruktureller Wandel. Utz, Wissenschaftsverlag, München 2002, ISBN 978-3-8316-0170-7.